# Buey Arriba
Buey Arriba es un municipio montañoso situado en la provincia de Granma de la zona Oriental de Cuba, en la zona norte de la Sierra Maestra.
Cuando los colonizadores españoles se instalaron en esta zona se encontraron con un río de montaña apacible con aguas cristalinas, pero las fuertes crecidas en tiempo de lluvia, que ocurren de forma brusca, provocaban muchas inundaciones y desastres, por lo que fue comparado con la fuerza de un buey, lo que le dio ese nombre. Hoy en día aún mantiene el nombre de Río Buey.
Se fundaron dos asentamientos situados en las márgenes del río Buey. El primer poblado, situado en las montañas de la Sierra Maestra, fue llamado barrio de Buey Arriba, y el segundo, hacia el llano, se nombró barrio de Buey Abajo.
Hoy en día el primero aún mantiene el nombre de Buey Arriba, o minas de Buey Arriba, o minas Sun, y al barrio de Buey Abajo hoy se le llama Bueycito, que es una de las localidades del municipio Buey Arriba.

## Geografía

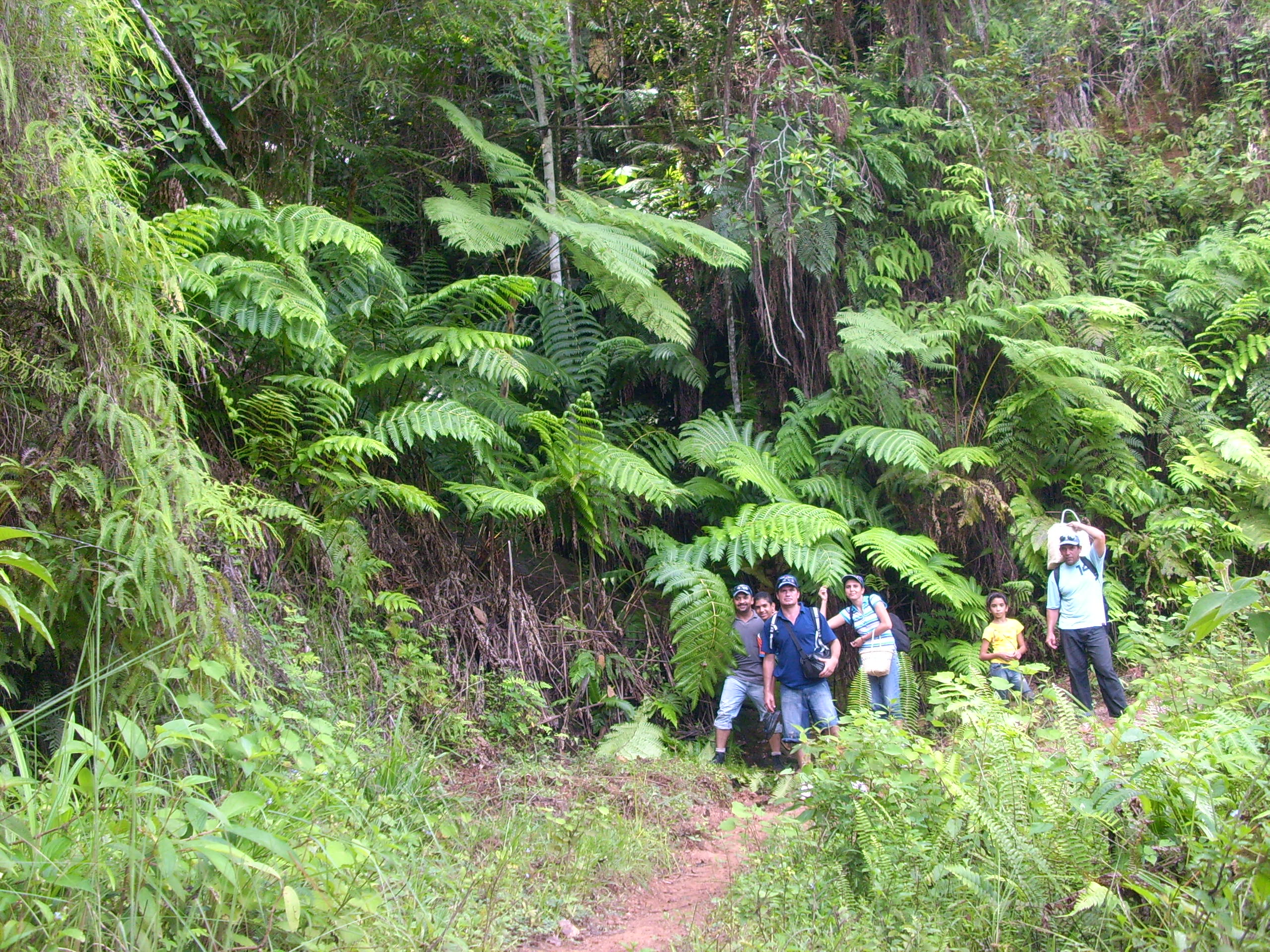
Helechos Arborescentes: Compárese la altura de estos con la estatura de las personas en la imagen.

Tiene una extensión territorial de 453,9 kilómetros cuadrados y una población de 32.594 habitantes distribuidos por varios poblados y comunidades rurales en llanos y montañas.
Está ubicado en el gran parque nacional de la Sierra Maestra con una vegetación y fauna muy peculiar. Este parque Alberga, cuida, conserva y protege en sus bellos paisajes serranos nuestros atributos nacionales: la palma real, el tocororo y nuestra bella flor nacional, la mariposa.
Se encuentra situado en el sur de la provincia, en la vertiente norte de la Sierra Maestra. Limita al norte con el municipio Bayamo, al este con el municipio Guisa, al sur con el municipio Guamá, provincia Santiago de Cuba, al oeste con el municipio Bartolomé y al noreste con el municipio Yara.

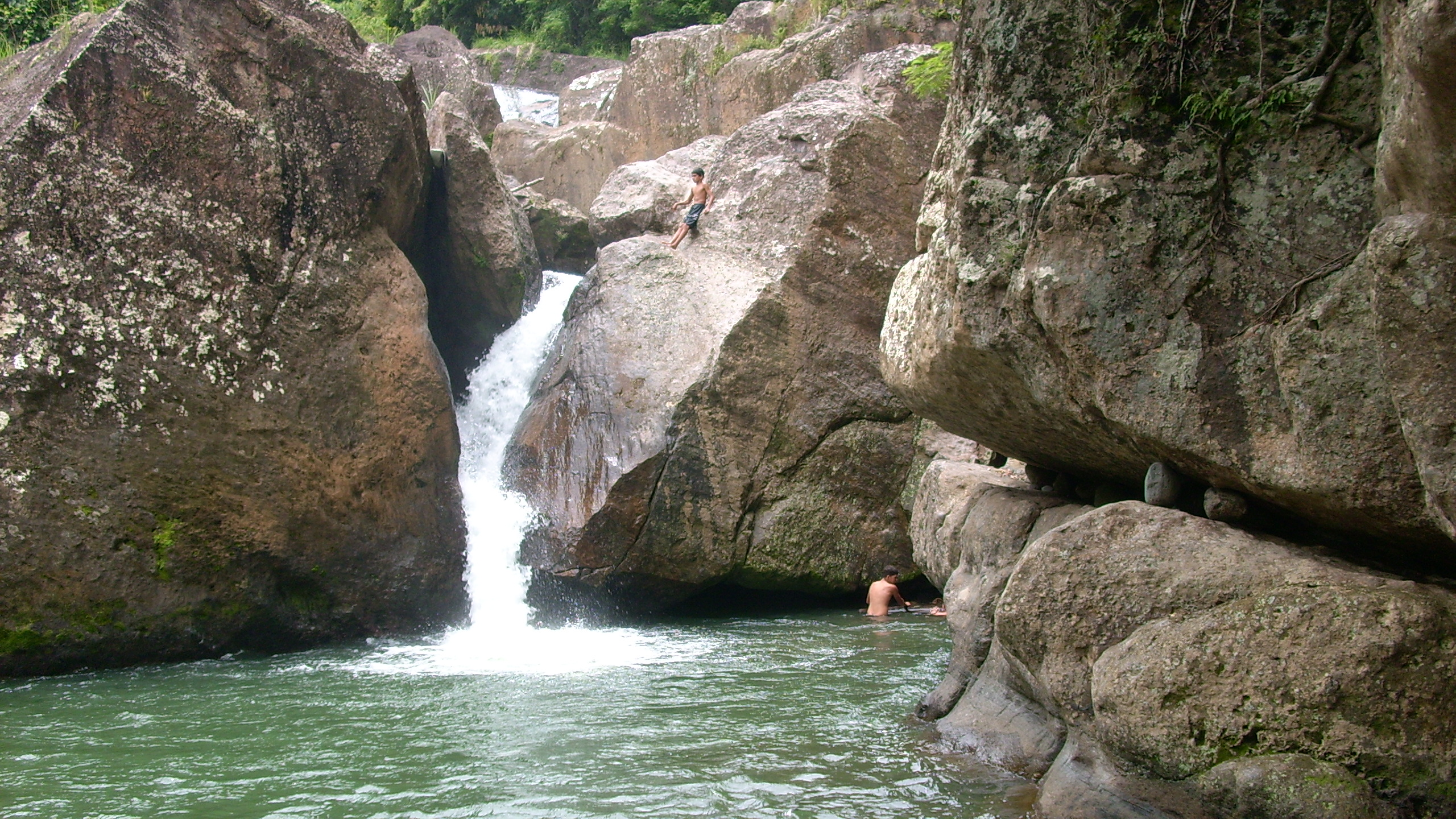
Cascada en río Brazo de Buey

Tiene un relieve predominantemente montañoso, donde sobresalen los picos Hombritos y Batallas, con 1.722 m y 1.557 m respectivamente sobre el nivel del mar.
Hacia el extremo norte se destaca una pequeña llanura muy fértil, donde se ubican los asentimientos de Valenzuela y Bueycito.
En este relieve predominan rocas sedimentarias e ígneas que contienen importantes recursos minerales como la zeolita, cobre y manganeso. El Manganeso fue explotado en una mina en la que hoy es la cabecera municipal (Minas de Buey Arriba) y el cobre en la cristina, Vega Grande, Almendral entre otros lugares. También existe oro y plata, pero en pequeñas cantidades lo que no justifica su explotación.
Cuenta con numerosos arroyos y ríos donde se destacan las cuencas de:
Río Hicotea que atraviesa además los municipios Bartolomé Masó, Yara y Manzanillo antes de desembocar en el mar.
Río Buey con dos importantes afluentes, Yao o Vega Grande y el Brazo de Buey que se unen para formar el Yao del Buey, el cual desemboca en el río Buey en la zona de Tínima. El río Buey, después de atravesar los municipios de Yara y manzanillo desemboca en el Mar en el golfo de guacanayabo en Manzanillo.
En el municipio existe un embalse con capacidad superior a los 150 millones de metros cúbicos de agua. (Inicialmente 180 millones de metros cúbicos de agua).
En este se almacena agua de los ríos: Buey, Yao del Buey e Hicotea.
Su clima es tropical de montaña, con temperaturas mínimas en enero y febrero, y máximas en julio y agosto. Las lluvias se distribuyen durante todos los meses del año, siendo abundantes de marzo a octubre y un período más seco de noviembre a abril.

Calentamiento global
Este fenónmeno también está afectando el clima de esta zona. Las lluvias llegan muy tarde, produciendo sequía y facilitando la aparición de incendios forestales, aumento excesivo en las temperaturas, lluvias más escasas o abundantes fuera de su temporada, lo que ha provocado modificaciones significativas en la flora y fauna local.

## Historia
Su historia se remonta a 1514, con la presencia del hombre aborigen. Estas tierras fueron entregadas en encomienda a Manuel Rojas, sobrino de Diego Velásquez; entre estos sitios destacamos Valenzuela (areo), Palmarito (Manicarao). Los primeros habitantes practicaban la economía de producción. En Valenzuela, para el año 1848, se produce el descubrimiento por un negro esclavo del llamado Ídolo de Bayamo, pieza con un valor excepcional. Además se destacaron los asentamientos de Limones, Severiana, Maguaro, El Cedrón, Montero y Corojito, donde se practicaba la economía de apropiación. Valenzuela fue el primer asentamiento poblacional del actual municipio de Buey Arriba durante el siglo XVIII. Siendo un hato dentro de la jurisdicción de Bayamo, se convierte en el centro poblacional del territorio, y alcanza la etapa de florecimiento con la instalación de una iglesia católica en honor a la Señora Concepción de María, la que fue nombrada “Nuestra Señora de la Concepción de Valenzuela”.
El censo realizado en 1761 pudo conocer de la existencia de 52 familias con una población de 366 habitantes (328 almas y 38 sirvientes).
Es notable cómo para la última década de la primera mitad del siglo XIX la correlación de la emigración poblacional se dirige a la parte alta y baja del Río Buey, pues Valenzuela, como capitanía, dado lo poco céntrica que era y las amenazas constantes de desborde del Río Yao en la primavera, constituyen factores que le fueron restando importancia como centro de la capitanía, de modo que Bueycito, un corral dentro del hato de Valenzuela, ya desde el siglo XVIII había alcanzado alguna importancia poblacional sobre todo de españoles que buscaban fortuna y también cubanos. El mismo servía como intermediario entre Bayamo y el nuevo poblado de Manzanillo, alcanzando la condición de cabecera de barrio a partir de la segunda mitad del siglo XIX; específicamente para el año 1878 alcanza la condición de barrio. Según el censo realizado en 1877, Bueycito contaba con blancos, 132 color libre, 1 esclavo cuartado y 7 esclavos, 3 varones y 4 hembras para un total de 676 habitantes (338 varones y 338 hembras).
Para 1893 se reciben las primeras denuncias de minas de cobre y manganeso en La Cristina y Platanito; más tarde en los Altos de Trigueño Véliz.
Para garantizar el cumplimiento de las leyes, comienzan a crearse los juzgados por Ley del Registro Civil, aprobado el primero de enero de 1885, término de barrios, y el 4 de julio de 1889 se constituyó el de Bueycito, contando además con otros funcionarios, el ejército, la cárcel, entre otras. Fue a partir de la segunda mitad del siglo XIX que el territorio comenzó a recibir influencia revolucionaria, o al menos la presencia de figuras notables en el movimiento de Liberación Nacional Cubano, dentro de los que destaca el más rico hacendado de la parte oriental, el conocido patriota Francisco Vicente Aguilera, que tenía una hacienda cafetalera en el lugar conocido por San Juan de Buena Vista, la cual conserva sus ruinas.
También había penetrado José Antonio Saco López, quien poseía 11 haciendas en la parte llana, dentro de las que se destacan: La Angostura, La Curía, Tínima, Palmarito, Las Peladas, Babatuaba Abajo, propiedades que no mancharon su conducta. Se conoce de la participación en las guerras de 1868 y 1895 de más de cien mambises, entre los que destacan Amador Liens Cabrera, teniente coronel; Juan Núñez Martínez, Capitán, entre otros. Además la presencia de las principales figuras de estas gestas, Carlos Manuel de Céspedes, Antonio Maceo, Bartolomé Masó, Calixto García, los hermanos Marcanos y otros. Para esta fecha existían campamentos mambises en la Candelaria, Vegas del Yao, La Angostura, Babatuaba y San Juan de Buena Vista.
Algunos acontecimientos dentro del territorio fueron:
- El 6 de abril de 1869 una columna española atacó el campamento de La Angostura, donde se encontraban las tropas mambisas al mando de los generales Modesto Díaz y Francisco Vicente Aguilera.

- El 24 de abril de 1870 se efectúa el Combate de El Macío, dirigido por Modesto Díaz y Luis Marcano.

- Se instala el 30 de mayo de 1873 el Gobierno de la República en Armas en Sabanas de Puriales o Piñuela, bajo la dirección de su presidente, Carlos Manuel de Céspedes, y su vicepresidente, Francisco Vicente Aguilera.

- Es ascendido a Brigadier Antonio Maceo por orden de Carlos Manuel de Céspedes, en el Purial de Bueycito, el 8 de junio de 1873.

- El 25 de noviembre de 1873 el general Calixto García, junto al brigadier Antonio Maceo, tomaron el poblado de Bueycito.

- El 24 de febrero de 1895 se produce el Alzamiento de Mogote, dirigido por el teniente coronel Joaquín Estrada Castillo, con aproximadamente 90 hombres.

- El 17 de abril de 1895 se produce un combate en Valenzuela, bajo las órdenes de Amador Liens Cabrera.

- Entrevista de Antonio Maceo y el General Bartolomé Masó, en Valenzuela, el 12 de julio de 1895, donde se prepara la célebre Batalla de Peralejo.

- El 28 de abril de 1898, bajo la dirección de Calixto García, se libera el poblado de Bueycito.

En 1899, es Bueycito el principal barrio dentro de la jurisdicción de Bayamo, dirigido por un alcalde como resultado de la lucha entre diferentes partidos “Liberal” y “Conservador”, que desde sus inicios se fueron haciendo fuertes en el terreno político, aunque los dos constituían un modo de enseñarse la demagogia, la explotación, el egoísmo y todas las secuelas que engendró el capitalismo como amo y señor de Cuba en las nuevas condiciones históricas. Al iniciarse la etapa neocolonial, el barrio de Bueycito tenía 1590 habitantes, lo que significa un aumento de 914 en comparación con 1877. Luego de lograda la independencia de España y frustrada por la puesta en práctica de todo un engranaje de maniobras sucias del capitalismo norteamericano, quedaba el escenario listo para el control de la economía. En primer lugar se había logrado una pacificación de la zona que durante la guerra, se mantuvo como un foco de amplia rebeldía, logrando licenciar sus principales líderes y a todos sus mambises, en segundo lugar se implantó una forma de gobierno que respondía a los intereses del imperio, y, en tercer lugar, existía dentro de este territorio una abundante fuerza de trabajo sin empleo que se vendía en el nuevo mercado a un precio muy barato. Aparejado al desarrollo de la Segunda Guerra Mundial y dada la demanda que para aquellos tiempos existía de los minerales para la industria de guerra, y teniendo en cuenta que ya en este territorio había algunas denuncias de la existencia de manganeso, constituyen los factores que le permiten al imperialismo penetrar directamente sus capitales en ajenas ramas de la economía y comenzar a robar directamente el preciado mineral.
Al culminar la Primera Guerra Mundial en 1917 penetra la primera compañía norteamericana la SUM Belomé Company, y se inicia la explotación de algunas denuncias desde la parte baja hasta la parte alta, con ello la tendencia migracional comienza a inclinarse hacia la parte alta y con mayor fuerza en una llanada al este del Río Buey como la parte más cercana a los yacimientos más fuertes, llegando desde las zonas de Palma Soriano, Ramón de Waninao, Contramaestre, Manzanillo entre otros. Algunas de estas familias ya vivían en las cercanías de Buey Arriba como los Nieto, los Tasé, los Milanés, Ramos, Oliva, Rodríguez, Carvajal, los Liens, los Pérez, Silveira, Carrillo, Martínez, Sánchez, Labrada, los Rojas, Tamayo, Álvarez. De modo que aislados al inicio, se les hacía trabajoso las relaciones comerciales y de todo tipo con el barrio de Bueycito situado a unos 12 kilómetros del mayor centro minero que se convertía en un lugar próspero, como elemento vital llega la construcción de una vía estrecha de ferrocarril para su enlace con la línea principal en Julia y una pequeña lavadora de este mineral, que expulsaba desechos, conocidos como Relave.
Alrededor de estos desechos es que va surgiendo un asentamiento poblacional fuerte, en las Minas de SUM Belomé Company, que la historia lo recoge como El Relave, donde aparece un incipiente comercio y una pequeña infraestructura que le da connotación. Es difícil determinar una fecha específica de esta unidad poblacional, pues la tendencia migracional es progresiva, por lo que dentro del año 1917, se acordó por un grupo de historiadores dar como fecha específica el día del minero 24/10/1917.
En la década del 20 comienza un desarrollo acelerado de la caficultura con la entrada de las firmas Fuentes y Garcés, alcanzando su mayor esplendor en los años 30 con la paralización de las minas, ya que los obreros de estas pasaron a trabajar a la caficultura, en la limpia, siembra y recogida del café, aumentando la concientización en este sector. Los obreros mineros eran portadores de una gran efervescencia revolucionaria, logrando la fundación de las primeras células del Partido Comunista, encabezada por un caficultor: Mario Fontaine Benítez
En 1942 se funda la Asociación Nacional de Caficultores de Cuba en Minas de Bueycito, representada en este territorio por 88 miembros: 64 cubanos, 2 haitianos, 2 jamaicanos y 20 españoles. En la década del 40, Rogelio Recio Rodríguez, militante del Partido Comunista y fundador del Soviet de Mabay, se instala en este territorio y en 1944 funda el primer Sindicato de Trabajadores de la Minería en Buey Arriba. También se funda uno en las Minas de La Cristina, del que responsabilizaron como líder a Conrado Enríquez. En el mismo año 1944 se fundó el primer sindicato de recogedores de café.
El 3 de mayo de 1957 hace su entrada al territorio de Buey Arriba Fidel Castro al frente de la Columna n.º 1 José Martí por la zona de Santana y El Hombrito. Después del Combate del Uvero el 28/5/1957 se crea la columna n.º 4 el día 18/7/1957, la que se le encomienda a Ernesto Guevara de la Serna, la cual operaría en toda la parte Este del Turquino y el 21/7/1957 el Che es ascendido a Comandante. El primero de agosto de 1957 ataca el Cuartel de la tiranía en Bueycito, lugar donde se estrena sus grados de Comandante y es además su primera acción victoriosa al frente de la Columna # 4, en este propio mes, instala su campamento en El Hombrito y el 30/8/1957 tiene su segundo combate en este sitio, esta vez contra la tropa de Mero Sosa García. El 8 de septiembre de 1957 baja a San Pablo de Yao y conoce a Lidia Esther Doce Sánchez. El 8 de diciembre de 1957 se enfrenta con la tropa de Ángel Sánchez Mosquera en Altos de Conrado, donde es herido en el tobillo izquierdo, ese mismo día traslada la tropa a La Mesa donde estableció la Comandancia hasta julio de 1958, instalando una armería, una hojalatería, un hospital, una tienda, una panadería, el periódico “El Cubano Libre”, una carpintería, un combinado y el 24 de febrero de 1958 sale al aire la emisora de Radio Rebelde en Altos de Conrado, desde donde el 15 de abril de 1958 hace nuestro Comandante en Jefe su primera locución, después de la huelga del 9 de abril, es aquí donde le orienta al Che trasladarse desde La Otilia, que tenía su puesto de mando hasta Minas del Frío. Después de la Ofensiva de Verano, el 17 de noviembre de 1958 hace su entrada triunfal el Comandante en Jefe Fidel Castro Ruz con su columna a Las Minas de Bueycito dejándola liberada este propio día.

EVENTOS HISTÓRICOS
- Incendio de Bueycito: En la noche del 25 al 26 de noviembre de 1873 se produjo el ataque al cuartel del poblado de Bueycito donde participaron el brigadier Antonio Maceo, junto a su general Calixto García, además las personalidades de Quintín Banderas, Guillermón Moncada, Florencio Salcedo, Mariano Lora Torres, Flor Crombet, etc. En la acción perdió la rótula izquierda el internacionalista colombiano y Jefe del Estado Mayor de Calixto García, Felipe Herrero; luego de tomar el cuartel le prendieron fuego, solo se pudieron salvar 20 casas del voraz incendio, sufriendo además los españoles 15 bajas, de ellas 5 muertos y 10 heridos.

- El Macío: Mariano Torres con su tropa combatió a una fuerte columna compuesta por españoles y contraguerrilleros, en los montes de El Macío, el 2 de enero de 1880.

- Babatuaba: Calixto García Iñiguez el 21 de junio de 1880 se encontraba a la orilla del río Mabay e instaló su campamento en las proximidades del arroyo Babatuaba y se mantuvo en el área pese a la persecución española hasta su capitulación el 3 de agosto de 1880.

- Alzamiento de Mogote: El 24 de febrero de 1895, fue liderado este alzamiento por el teniente coronel Joaquín Estrada Castillo quien tenía una fuerza de 98 hombres.

- Ataque a Bueycito: El 26 de febrero de 1895 entró a Bueycito de una partida de mambises capitaneados por Esteban Tamayo Tamayo.

- Combate de Solís: Los mambises dirigidos por el brigadier Jesús Rabí emboscaron al general español Gorrich en Solís el 18 de marzo de 1895 lo que paralizó por completo la columna española que no pudo entrar a Mogote. Los mambises reportaron varios heridos y cinco muertos: Manuel Pacheco Blanco, los soldados Manuel Ugarte, José Rodríguez, Reymundo “Mundo” Pérez y otros no identificados.

- Combate de Valenzuela:El Comandante Amador Liens Cabrera, sostuvo este combate el 17 de abril de 1895, contra una columna española bajo el mando del coronel Michelena. En este combate, las tropas de Amador, sufren una pérdida la del Teniente Cirilo Domínguez quien murió sobre el campo de la acción.

- Combate de Peralejo: Fue dirigido por el mayor general Antonio Maceo contra el capitán general Arsenio Martínez Campos y el brigadier Fidel Alonso de Santocildes, quien murió en la acción, el 13 de julio de 1895. Los mambises salieron victoriosos pese a la escasez de balas y la sorpresa que le produjeron los españoles al atacarlos por la impedimenta.

- Batalla de Tuabeque: Comenzó en el lugar conocido por Sofía el 16 de diciembre de 1896 cuando las fuerzas del general español Bosch en marcha hacia Bayamo fueron atacadas por los hombres bajo el mando de Mayor General Calixto García, lo que los obligó a abandonar el Camino Real y tomar dirección a Bueycito, vadeando al río Buey, zigzagueando se enfrentaron a varias tropas mambisas en Altos de Barranca, de donde no pueden continuar. En la madrugada del 17 la batalla, de las 3 armas, se generalizó en Barranca, Magueyes, Caonao, Babatuaba, Ciénagas del Buey y Tuabeque, donde participó el propio general García, quien previendo una retirada estratégica del enemigo ordenó emboscarse en el camino de Bueycito, pero su orden no fue cumplida a tiempo y Bosch burló el cerco en la mañana del 18 de diciembre con cerca de 400 bajas.

- Combate de Bueycito: Fue dirigido por el comandante Ernesto Che Guevara contra el cuartel de la guardia rural, en la madrugada del 1 de agosto de 1957. La acción fue un éxito, se tomó el enclave y se le prendió fuego, los rebeldes tuvieron 1 baja y se retiraron para la Sierra Maestra.

- Combate de El Hombrito: Fue dirigido por el Comandante Ernesto Che Guevara contra la columna de Merob Sosa García, en la mañana del 30 de agosto de 1957. La acción fue un éxito, se detuvo la columna pero los rebeldes tuvieron 1 baja.

- Combate de Altos de Conrado: Fue dirigido por el Comandante Ernesto Che Guevara contra la columna de Ángel Sánchez Mosquera en la mañana del 8 de diciembre de 1957. La acción fue un éxito, se detuvo la columna; pero el Che y otros rebeldes fueron heridos. Aquí combatieron por vez primera y única en Buey Arriba, Che y Camilo.

- Combate de Alto de El Cojo: Fue dirigido por el capitán Camilo Cienfuegos Gorriarán contra la columna de Ángel Sánchez Mosquera en la mañana del 28 de noviembre de 1957. La acción fue un éxito, se detuvo la columna.

- Radio Rebelde: El 24 de febrero de 1958, el Comandante Ernesto Guevara de la Serna, funda esta emisora en los Altos de Conrrado, en la Sierra Maestra.

- Combate de Montero: Fue dirigido por el teniente René Serrano González (Niní) contra parte de la columna de Ángel Sánchez Mosquera en la mañana del 19 de marzo de 1958. En la acción cayó un combatiente rebelde, fue asesinado un colaborador, muerto varios mulos y quemado el barrio.

- Combate de El Chopal: Fue dirigido por el teniente Luis Antonio contra parte de las fuerzas de Ángel Sánchez Mosquera, en la mañana del 2 de abril de 1958. En la acción fueron derrotados los casquitos, quienes en represalia quemaron el día 6 el poblado de Maguaro.

- Combate de Severiana – Santa Rosa: Fue dirigido por fuerzas del Comandante Ernesto Che Guevara contra la columna de Ángel Sánchez Mosquera, en la mañana del 17 de abril de 1958. La acción fue un éxito porque los rebeldes lograron llevarse el ganado de la finca Severiana; pero perdieron 1 hombre y el Che fue casi capturado en el Alto de Santa Rosa.

- Combate de Altos de Domínguez: Fue dirigido por el teniente Juan Vitalio Acuña Núñez (Vilo) contra parte de las fuerzas de Ángel Sánchez Mosquera, en la mañana del 28 de mayo de 1958. Los guardias tuvieron que salir huyendo ante el avance rebelde.

- Combate de El Macío: Fue dirigido por el capitán Guillermo García Frías contra la columna de Ángel Sánchez Mosquera en la mañana del 29 de mayo de 1958. La acción fue un éxito porque se detuvo la columna y Mosquera se retiró con varias bajas.

- Combate de Ramírez: Fue dirigido por el teniente Misael Machado Roblejo contra parte de las fuerzas de Ángel Sánchez Mosquera, en la mañana del 2 de junio de 1958. En la acción cayó este combatiente.

SITIOS HISTÓRICOS
- La Otilia:[9] El Che había recibido de Fidel la misión de acercarse más al llano para apoyar la huelga de abril. Por la situación estratégica de La Otilia establece aquí el puesto de mando, en las lomas que rodean la casa sitúa grupos de hombres y otros efectivos en la parte más llana. En su libro "Pasajes de la guerra revolucionaria", el Ché cuenta que desde La Otilia vigilaban los movimientos de Sánchez Mosquera, con quien día a día entablaban curiosas escaramuzas. También ejerció como médico y fotógrafo y diseñó una red de abastecimiento desde allí hasta La Mesa por Bueycito, Palmarito, San Pablo de Yao y Veguitas. Desde este lugar partió Camilo Ciefuengos hacia el llano el 1 de abril de 1958. El Che recibe diferentes compañeros ligados al Movimiento 26 de Julio, destacándose el argentino Jorge Ricardo Maseti, Ramiro Valdés, Vilo Acuña, Universo Sánchez y otros.

- Altos de Conrrado: Sitio donde el 24 de febrero de 1958, el Comandante Ernesto Guevara de la Serna, funda la emisora Radio Rebelde, en la Sierra Maestra.

- La Angostura: En este sitio vivió el mambí Juan Núñez Martínez desde la segunda mitad del siglo XIX a la primera del siglo XX, este participó en las contiendas liberadoras desde 1868 hasta 1898. Formó parte de la Columna Invasora de Maceo.

- Cuartel de Bueycito: En este lugar funcionó un cuartel de los españoles que fue atacado por las tropas de Calixto García y Antonio Maceo en la noche del 25 al 26 de noviembre de 1873. También fue atacado este punto el 25 de febrero de 1895 por las tropas del Coronel Esteban Tamayo Tamayo. Actualmente esta instalación funciona como el Museo de Bueycito.

- Cementerio de Corojito: Sitio de masacre de la tiranía batistiana en 1958, donde el sanguinario Ángel Sánchez Mosquera enviaba a los detenidos que después de ser torturados los depositaban en un barranco de este lugar y en ocasiones los semienterraban, siendo luego sacados por perros que arrastraban los huesos hasta las casas.

- Mangos del Guajén: Lugar donde se produce la entrevista entre Antonio Maceo Grajales y Bartolomé Masó, Presidente de la República en Armas, el 12 de julio de 1895.

- Cueva de Lidia Doce Sánchez: Lugar en las alturas de San Pablo de Yao, donde existe una cueva con una capacidad promedio de 5 m² que fue escogida por la mensajera Lidia Esther Doce Sánchez para ubicar un campamento de tránsito a partir de septiembre de 1957.

- La Anacahuita: Lugar donde el Che Guevara conversa con pobladores de Minas de Bueycito después del Ataque al Cuartel de Bueycito el 1.º de agosto de 1957.

- Pico de El Hombrito: El 24 de diciembre de 1957 fue izada la bandera del Movimiento 26 de Julio por órdenes del Che que indicaba el territorio liberado por el Sierra Maestra.

- Mogotes: Lugar donde se produce el alzamiento el 24 de febrero de 1895 de 98 campesinos dirigidos por el teniente coronel Joaquín Estrada Castillo.

- Campamento de Virey: Este campamento, dirigido por el capitán Orestes Bárzaga Enamorado, ubicado en el barrio de Virey, fue el último frente hasta donde se extendió la Columna # 4 en el territorio de Minas de Bueycito dirigidas por su comandante Ernesto Che Guevara.

## Economía

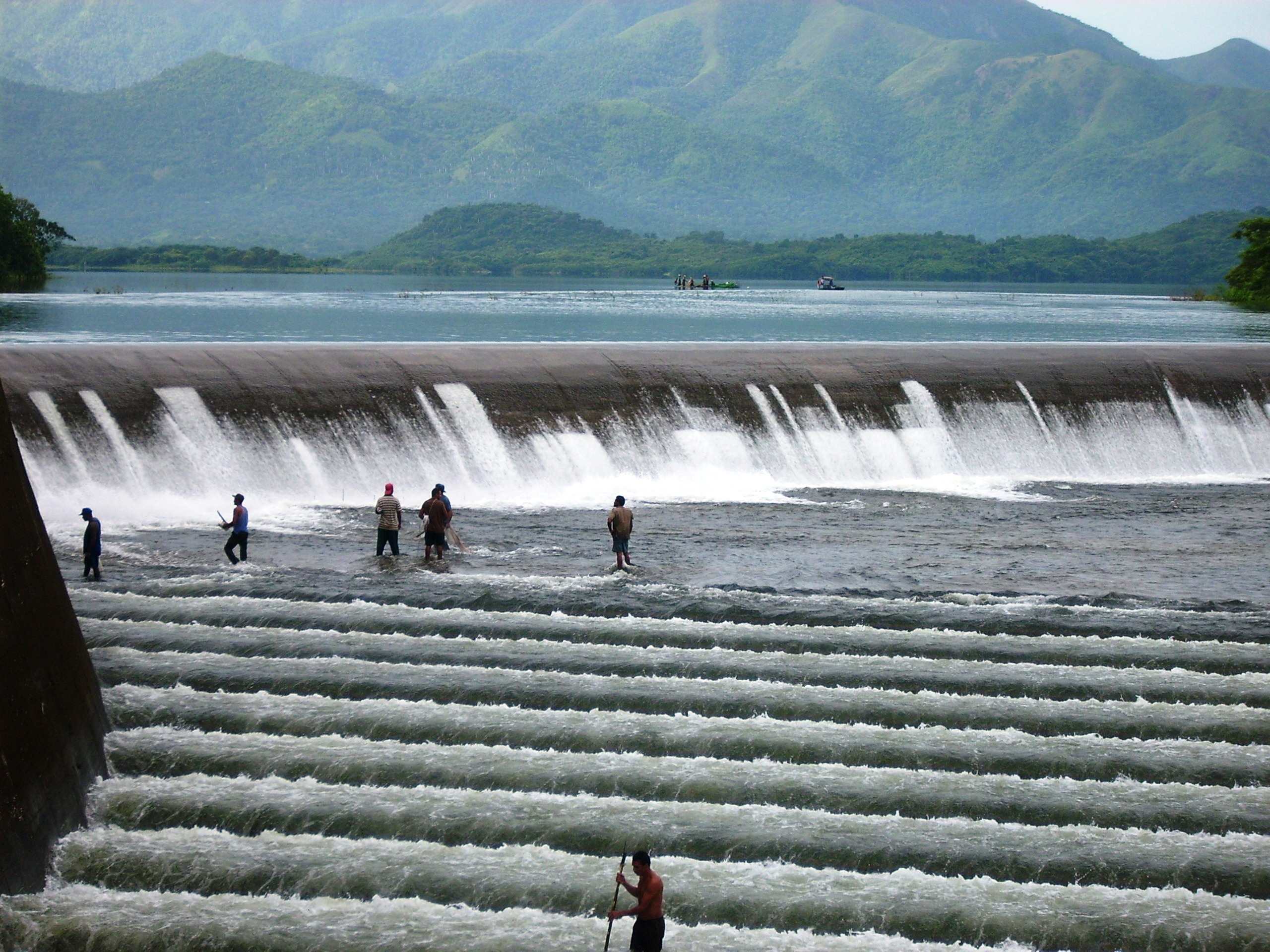
Aliviadero del ebalse de Buey Arriba.

Buey Arriba es un municipio agrícola. El cultivo fundamental es el Café. Anualmente se recogen unas 200 mil latas de café por año lo que lo ubica como uno de los municipios mayores productores del grano en la provincia de Granma, junto a los territorios de Guisa y Bartolomé Masó.
Buey Arriba produce café para el consumo nacional y la exportación en rangos significativos de calidad y productividad, sus productores y recogedores tienen una vasta experiencia en el cultivo que logran en una abrupta zona montañosa y otros predios no tan alejados del área urbana. La empresa cafetalera tiene plantadas 319 caballerías de cafetos muchas de las cuales forman parte de unidades estatales de producción cooperativas y fincas de campesinos independientes, en las que se aplican de manera rigurosa las medidas aerotécnicas necesarias y mantienen libres de malas hierbas.
También se cultiva Cacao, otros productos agrícolas de consumo local y frutas como el mango usados para la producción de conservas.
La artesanía ocupa un lugar no menos importante, no tanto en el orden económico sino el orden cultural sobre todo la producción de muebles y adornos a base de naturaleza inerte (SECA), bejucos, yaguas, etcétera.
Otro medio económico es la pesca en el embalse localizado en esta localidad así como la ganadería en menor escala.
La minería fue una fuente de su economía, el manganeso y cobre hoy constituyen reservas de nuestro país en nuestro municipio.

## Cultura
Existe una red de instituciones culturales integradas por: un Museo municipal con tres extensiones (Bueycito, La Otilia y La Mesa), la Casa de Cultura, el Cine "Ataque a Bueycito", con Salas de televisión y Video enclavadas en el plan, una Librería, una Biblioteca Pública, una Biblioteca Sucursal, tres equipos de cine de 16 mm, un Órgano profesional "M-80" y la Dirección Municipal de Cultura.
La fuerza cultural y técnica del municipio es la siguiente: contamos graduados de nivel superior de ellos: Licenciados en Educación Primaria, Licenciados en Historia y Ciencias Sociales, Licenciadas en Español y Literatura y en Marxismo-Leninismo-Historia, contamos además con instructores de Música, Teatro, Danza, técnicos en Museología y técnicos en Bibliotecología. En este municipio funciona un grupo de arqueología formado por especialistas y aficionados.
Buey Arriba al igual que otros pueblos se ha ido desarrollando tomando aspectos fundamentales de la vida de sus antepasados cuyas costumbres las han adoptado y hoy constituyen uno de los más fuertes legados.
Dentro de las expresiones de la Cultura el Areíto jugó un papel en actos rituales que se manifestaron después en la "Danza Daumet" que estuvo matizada por la influencia haitiana, surgida en la zona de Limones donde hubo gran asentamiento de estos, aunque más tarde emigró hacia Camagüey.
En 1960 aparecen las primeras manifestaciones del Teatro apoyado por la Iglesia Católica, luego en 1968 comienzan a popularizarse las raíces teatrales con la llegada del primer dramaturgo al municipio.
Como figuras más sobresalientes que aportaron al desarrollo de la Cultura en el territorio se encuentra: Agustín García, quien fuera una de las principales figuras representativas de la Música y fundador del movimiento de aficionados. También se destacan Eliécer García, Iraldo Frías, Luis Bello, Luis Leiva entre otros.
El surgimiento del movimiento de aficionados se fundó en la década del 60 al 70 fue encabezado por las personalidades anteriormente citadas en todas las manifestaciones artísticas. Se desarrollaron festivales de Música con grupos aficionados entre ellos: "Estrellas Juveniles", el Trío tres Guitarras, Bello y sus muchachos. 
Dentro de las principales tradiciones y las más sobresalientes se encontraban las jornadas Martianas que se efectuaban los días 27 y 28 de enero dedicadas a nuestro Héroe Nacional, esta actividad cultural fue promovida en el año 1935 por el Partido Socialista Popular, se efectuaban Serenatas con los bailes de órganos que aún constituyen una de las tradiciones que permanecen vigentes dentro de la población de mayor edad; sobre todo en las zonas de montañas, la música campesina ( guateques campesinos), las fiestas del guajiro, los bailes de salón, entre otras eran las que más sobresalían en aquella época.
Como costumbres que aún repercuten en la cultura se encontraban el baile como elemento primordial, la Música, la Literatura, en esta última se ha destacado por el gran número de escritores del propio municipio en la poesía y la décima las que se han ido trasmitiendo de generación en generación.
En nuestro municipio se encontraban algunos poblados con grandes tradiciones culturales como es el caso de San Pablo de Yao, donde se efectuaban las fiestas de San Pablo y en Bueycito que en 1915-1920 surgen en este poblado las fiestas de las Candelarias las que se efectuaban tradicionalmente los días 2 y 3 de febrero.
La Artesanía popular a lo largo de los años ha formado parte de la vida cotidiana de nuestros pobladores como medio de trabajo y entretenimiento, así pues la talabartería, el Yarey, la Muñequería, el Tejido y el Bordado fueron trasmitidas de generación en generación.

## Salud
El sistema de salud en este municipio está integrado por un Policlínico Docente, un Hospital Rural, un hogar materno y 55 consultorios médicos ubicados dentro del Plan Turquino. Con el desarrollo del Sistema Nacional de Salud, se han ido ampliando los servicios que hoy abarcan un sinnúmero de especialidades, entre las que se destaca la Oftalmología, la que comenzó en los años 80 con la realización de exámenes de refracción que después se completaron con la consulta oftalmológica iniciada por el Dr. Iraldo Arevalo en el nuevo policlínico allí inaugurado en 1991. Allí se inician las operaciones electivas de que se tenga conocimiento en este montañosos territorio. En diciembre de 2001 se realiza un proyecto en cooperación con el Programa Nacional de Prevención de la Ceguera auspiciado por CIC, MINSAP y CBM de Alemania, para operar pacientes con catarata, lo que tuvo su culminación en enero de 2002 con la realización de 44 intervenciones quirúrgicas de catarata en el Hospital Antonio Prieto de la localidad, primer municipio montañosos del país en donde se practica este tipo de operaciones. Recientemente se desarrolló una de las etapas de la Misión Milagro en los territorios de Granma, en donde se realizaron más de 1200 cirugías, de las cuales 149 correspondieron a catarata.

## Educación
Tiene Escuelas primarias, Secundarias, una Sede Pedagógica, una de Ciencias Médicas, una Deportiva y una extensión de la Universidad de Granma (UDG). Sobresale la existencia de dos Joven Club de Computación y Electrónica que brindan servicios a la comunidad.

## Variedades
Posee una canal local de TV: MinasVisión, además de contar con la multipremiada productora de documentales TV Serrana. En este municipio existe un Grupo de Usuarios de GNU/Linux llamado LinuXierra. Este GUL es el primero creado en las montañas de Cuba.